# Los ángeles de Charlie: al límite
Los ángeles de Charlie: al límite (Charlie's Angels: Full Throttle en inglés) es una película de acción y comedia de 2003, dirigida por Joseph McGinty Nichol. Es la segunda parte de la película Los ángeles de Charlie, la cual está basada en la serie de televisión homónima de los 70's. Está protagonizada por Cameron Diaz, Drew Barrymore y Lucy Liu, quienes interpretaron a los tres "ángeles", y por Bernie Mac, quien encarnó a Bosley y las participaciones antagónicas de Demi Moore y Justin Theroux

## Argumento
Después de rescatar al US Marshal Ray Carter (Robert Patrick) en Mongolia, los ángeles, Dylan (Drew Barrymore), Natalie (Cameron Diaz), y Alex (Lucy Liu) son contratadas para localizar un par de anillos de titanio llamados H.A.L.O. (Hidden Alias List Operation o lista operativa de identidades ocultas) robados del Departamento de Justicia que, cuando se ponen juntos en una máquina, se muestra una lista de todos los individuos en el programa de protección de testigos. Muchas personas, incluyendo al funcionario del Departamento de Justicia William Rose Bailey (Bruce Willis), que poseía uno de los anillos, fueron asesinados en el proceso. Habiendo descubierto que uno de los testigos protegidos, Alan Caulfield (Eric Bogosian), fue asesinado en su casa en San Bernardino, los Ángeles investigan la escena y descubren evidencia que sugiere que Caulfield fue asfixiado con una bolsa mientras miraba la televisión y que el asesino es una persona que practica surf con una cicatriz en su pierna izquierda, por causa de un ligamento roto hace un año. Mientras tanto, Natalie y su ahora novio Peter Kominsky (Luke Wilson) se mudan juntos, con la ayuda del novio de Alex, Jason Gibbons (Matt LeBlanc), cuya relación está en un "tiempo fuera".
Más tarde, Alex se reúne con su padre (John Cleese), que no es consciente del trabajo de Alex en la agencia. Mientras, encubiertas en un local en la playa, Alex le pregunta a Dylan quién cree que será la primera de ellas en abandonar el organismo, ya que Natalie y Peter fueron a vivir juntos y se podrían casar pronto. Más tarde, los ángeles acuden a una competición de motocicletas, donde el asesino, Randy Emmers (Rodrigo Santoro), está tras de Max Petroni (Shia LaBeouf), que es enviado posteriormente a la casa de Mama Bosley (Ja'net Dubois) para protegerlo. Durante la carrera, el Hombre sombrío (Crispin Glover) mata a Emmers apuñalándolo con un cuchillo en su zapato. Los Ángeles encuentran fotos de Alan Caulfield y Max Petroni en el bolsillo del abrigo de Emmers y, para su sorpresa, encuentran una foto de Dylan también. Dylan revela a los ángeles que nació con el nombre de Helen Nacha y que está en el programa protección de testigos por haber enviado a su exnovio Seamus O'Grady (Justin Theroux), el líder de la mafia O'Grady, a la cárcel. Max también revela que los O'Gradys asesinaron a sus padres, y más tarde testificó en contra de él. Natalie se da cuenta de que Alan Caulfield también testificó en contra de O'Gradys y que tiene los anillos. Los Ángeles van de encubierto como monjas a una escuela preparatoria, donde aprenden sobre el pasado del hombre sombrío con ayuda de la madre superiora (Carrie Fisher), y reúnen información que las lleva a San Pedro Harbour.
Los Ángeles encuentran los anillos en el San Pedro Harbour, pero Seamus aparece pronto, a quien Dylan no ha visto en ocho años. Los Ángeles tienen una pelea con Seamus y sus hombres, y logran escapar en una lancha de motor con los anillos. Natalie asiste a la reunión de la escuela de Peter en Hermosa Beach, y Jason le dice al padre de Alex el trabajo de esta en la agencia. Alex se disculpa por no decirle la verdad, pero él la perdona, declarando que todo lo que la hace feliz, él la apoyará. Más tarde, Dylan sale de la Agencia, ya que no quiere poner en peligro a las otras ángeles, pero una visión de la ex Ángel Kelly Garrett (Jaclyn Smith) en un bar en México le pide volver. Bosley pasa las llaves del coche a Ray Carter pero Carter las pasa de nuevo, alegando que no son suyas. Natalie y Alex se dan cuenta de que Carter fingió su lesión por lo que no sería considerado un sospechoso. Los Ángeles deducen que la ex ángel Madison Lee (Demi Moore), que acababa de matar a Carter, es el autor de los crímenes debido a que era la única persona que poseía los contactos necesarios para llevar a cabo dicho plan. Dylan vuelve a unirse con los Ángeles, pero Madison les dispara y vuelve a adquirir los anillos. Sin embargo, los ángeles llevaban chalecos de Kevlar y se salvaron.
Madison vuelve a la agencia para "enfrentarse" a Charlie, rechazando los intentos de éste para recordarle que los ángeles son una familia. Con frialdad alega que ella no era solo un ángel bueno, sino que fue la mejor, rechazando la idea de que alguna vez necesitó de compañeras de equipo. Al enterarse de que los anillos se venderán después de un encuentro en el Paseo de la fama de Hollywood, los ángeles viajan a la ciudad Los Ángeles y juntan a la familia criminal Antonioni, los Tanaka Yakuza, y el Cártel diablo para que sean atrapados por el FBI en una cita falsa. Madison había contactado a los O'Gradys para actuar como seguridad, Alex y Dylan tienen una pelea con los O'Gradys, mientras que Natalie y Madison van una contra la otra. Seamus mata al hombre sombrío cuando este comparte un beso con Dylan y Seamus y Dylan luchan, Seamus estaba a punto de quemar a Dylan pero ella patea un bombillo de luz, generando que una explosión de brillo y vidrios rotos vuelen hacia los ojos de seamus, cegandolo y haciendo que pierda el equilibro, razon por la que cae del edificio y muere. Madison hace explotar el edificio y trata de escapar, pero los ángeles la derrotan en un enfrentamiento final en un teatro abandonado, éstas la lanzan al suelo y Madison lo atraviesa rompiendo una tubería de gas, luego ella dispara su arma causando una explosión que la mata.
En el estreno de la película de Jason, se revela que Mama Bosley adoptó a Max, Peter le compra un cachorro a Natalie al que nombra Spike, el "tiempo fuera" de Jason con Álex termina y comparten un beso, y a pesar de que se muda con Peter, Natalie dice que se quedará en la agencia, y los ángeles celebran su victoria.

## Elenco
- Cameron Diaz como Natalie Cook.
- Drew Barrymore como Dylan Sanders / Helen Nacha.
- Lucy Liu como Alex Munday.
- Bernie Mac como Jimmy Bosley.
- John Forsythe como Charles "Charlie" Townsend (Voz).
- Demi Moore como Madison Lee.
- Justin Theroux como Seamus O'Grady.
- Rodrigo Santoro como Randy Emmers.
- Crispin Glover como El Sombrío.
- Shia LaBeouf como Max Petroni.
- Matt LeBlanc como Jason Gibbons.
- Luke Wilson como Peter Kominsky.
- Robert Patrick como Ray Carter.
- John Cleese como el señor Munday.
- Ja'net Dubois como Mama Bosley.
- Jaclyn Smith como Kelly Garrett.
- Bruce Willis como William Rose Bailey.
- Robert Forster como Roger Wixon.
- Eric Bogosian como Alan Caulfield.
- Pink como Coal Bowl M.C
- The Pussycat Dolls como ellas mismas.
- Mary-Kate y Ashley Olsen como unas futuras ángeles.
- Carrie Fisher como la madre superiora.
- Chris Pontius como mafioso irlandés.
- Eve como el mismo.
- Ed Robertson como Sheriff.
- Shirley Henderson como Simone Love.
- Béla Károlyi como entrenadora de gimnasia.
- Andrew Wilson como el policía.
- Melissa McCarthy como mujer.
- Shanti Lowry como bailarín.
- Tanoai Reed como el luchador.
- Guy Oseary como jefe de restaurante.
- Jennifer Giménez como la enfermera.

## Recepción
Los ángeles de Charlie: Al límite recibió críticas mixtas y obtuvo una calificación del 43% en Rotten Tomatoes basada en 182 reseñas. El consenso crítico del sitio dice: "Dulces para los que no requieren que una película tenga una trama o que tenga sentido". En Metacritic, la película tiene un puntaje promedio ponderado de 48 de 100, basado en críticas de 38 críticos, que indican "críticas mixtas o promedio". Las audiencias encuestadas por CinemaScore le dieron a la película una calificación promedio de "B +" en una escala de A + a F.

## Banda sonora
La banda sonora de la película obtuvo un disco de oro en Estados Unidos, por superar las 500.000 copias, entregado por RIAA.
| 1. "Feel Good Time" por Pink con William Orbit 2. "Saturday Night's Alright for Fighting" por Nickelback con Kid Rock 3. "Rebel Rebel" por David Bowie 4. "Danger! High Voltage" por Electric Six 5. "Livin' on a Prayer" por Bon Jovi 6. "Any Way You Want It" por Journey 7. "Surfer Girl" por The Beach Boys 8. "Working for the Weekend" por Loverboy 9. "A Girl Like You" por Edwyn Collins 10. "Nas' Angels...The Flyest" por Nas con Pharrell 11. "I Just Want to Be Your Everything" por Andy Gibb 12. "This Will Be (An Everlasting Love)" por Natalie Cole 13. "U Can't Touch This" por MC Hammer 14. "Last Dance" por Donna Summer | Otras - "Who Are You" por The Who - "Firestarter" por The Prodigy - "Breathe" por The Prodigy - "Block Rockin' Beats" por The Chemical Brothers - "Misirlou" por Dick Dale - "Wild Thing" por Tone Lōc - "Nuthin' But A 'G' Thang" por Dr. Dre - "Flashdance... What a Feeling" por Irene Cara - "The Pink Panther Theme" por Hollywood Studio Symphony - "The Lonely Goatherd" por Rodgers y Hammerstein - "Sleep Now in the Fire" por Rage Against the Machine - "Mickey" por Toni Basil |